# Centemopsis trinervis
Centemopsis trinervis là loài thực vật có hoa thuộc họ Dền. Loài này được Hauman mô tả khoa học đầu tiên năm 1952.